# Tannerella forsythia
Pour les articles homonymes, voir Tannerella et Forsythia.
Espèce
Tannerella forsythia, anciennement appelée Bacteroides forsythus, est l'espèce-type du genre de bactéries à Gram négatif Tannerella. Ces bactéries de la famille Tannerellaceae sont fréquemment isolées de patients atteints de maladies parodontales.

## Historique
En 2002, l'espèce Bacteroides forsythus qui était déjà considérée comme ne faisant probablement pas partie des Bacteroides est renommée Tannerella forsythensis car ses caractéristiques biochimiques particulières la différencie des genres les plus proches. Les études phylogéniques ultérieures ont classé cette espèce et son genre dans une nouvelle famille nommée Tannerellaceae en compagnie des espèces du genre Parabacteroides.

## Taxonomie

### Étymologie
L'étymologie de l'espèce Tannerella forsythia est la suivante : N.L. fem. adj. forsythia, qui appartient centre dentaire Forsyth où elle a été isolée,.

### Classification Phylogénique
L'analyse phylogénétique de l'ARNr 16S de la bactérie Bacteroides forsythus a présenté une similarité de séquence avec les espèces Bacteroides distasonis et Bacteroides merdae (88% et 91%, respectivement) qui sont les espèces les plus proches en phylogénie à ce moment-là mais suffisamment éloignée pour en faire une espèce et un genre distinct. Une autre analyse phylogénique a positionné trois espèces de Parabacteroides proche de Tannerella et plus proche de Porphyromonas que des Bacteroides ce qui a conduit le Bergey's Manual à classer ce groupe de bactéries à partir de 2010 dans la famille Porphyromonadaceae. En 2016, les Parabacteroides et les Tannerella sont reclassées dans la famille des Tannerellaceae nouvellement créée et incluses dans l'ordre des Bacteroidales, la classe des Bacteroidia et dans le phylum Bacteroidota. Ce déplacement des deux genres bactériens et le nouveau nom de famille a été validé en 2022 par l'International Committee on Systematics of Prokaryotes.

## Description
L'espèce Tannerella forsythia est une espèce de bactéries à Gram négatif, anaérobies strictes non mobiles et fusiformes.